# Aedes gilliesi
Aedes gilliesi är en tvåvingeart som beskrevs av Someren 1962. Aedes gilliesi ingår i släktet Aedes och familjen stickmyggor. Inga underarter finns listade i Catalogue of Life.